# 1984 dans les parcs de loisirs
| Années des parcs de loisirs : 1981 - 1982 - 1983 - 1984 - 1985 - 1986 - 1987    |
| Décennies des parcs de loisirs : 1950 - 1960 - 1970 - 1980 - 1990 - 2000 - 2010 |

## Parcs d'attractions

### Ouverture
- Himeji Central Park ( Japon) ouvert au public en mars.
- Hunderfossen Familiepark ( Norvège)
- Jin Jiang Action Park ( Chine)
- Kuwait Entertainment City ( Koweït)
- Kaeson Youth Park ( Corée du Nord)
- Puuhamaa ( Finlande)
- Six Flags AutoWorld ( États-Unis) ouvert au public en juillet.
- Skara Sommarland ( Suède)
- Sommerland Syd ( Danemark) ouvert au public le 26 août.

### Fermeture
- Idora Park (en) ( États-Unis)
- Six Gun Territory (en) ( États-Unis)

## Parcs aquatiques

### Ouverture
- Aqua Gardens ( États-Unis) - Aujourd'hui connu sous le nom Wet 'n Wild Emerald Pointe
- Cade's County Waterpark ( Australie) - Aujourd'hui connu sous le nom Wet'n'Wild Water World ouvert au public le 30 septembre.
- Tikibad ( Pays-Bas) ouvert au public le 29 avril.

## Attractions
Ces listes sont non exhaustives.

### Montagnes russes

#### Délocalisations
| Nom            | Type / Modèle   | Constructeur      | Parc                   | Pays        | Anciennement                                   |
| -------------- | --------------- | ----------------- | ---------------------- | ----------- | ---------------------------------------------- |
| 4 Man Bob      | Métal           | Zierer            | Trentham Gardens       | Royaume-Uni | Vierer-Bob à Traumlandpark                     |
| Jumbo 5        | Métal / Jumbo V | Anton Schwarzkopf | Meli Park              | Belgique    | Attraction foraine                             |
| Steamin' Demon | Assises         | Arrow             | The Great Escape       | États-Unis  | Ragin' Cajun à Pontchartrain Beach             |
| Wild Cat       | Assises         | Vekoma            | Playland               | États-Unis  | Die Wildkatze à Busch Gardens: The Old Country |
| Wiener Looping | Navette         | Anton Schwarzkopf | Boardwalk and Baseball | États-Unis  | Wiener Looping au Prater de Vienne             |

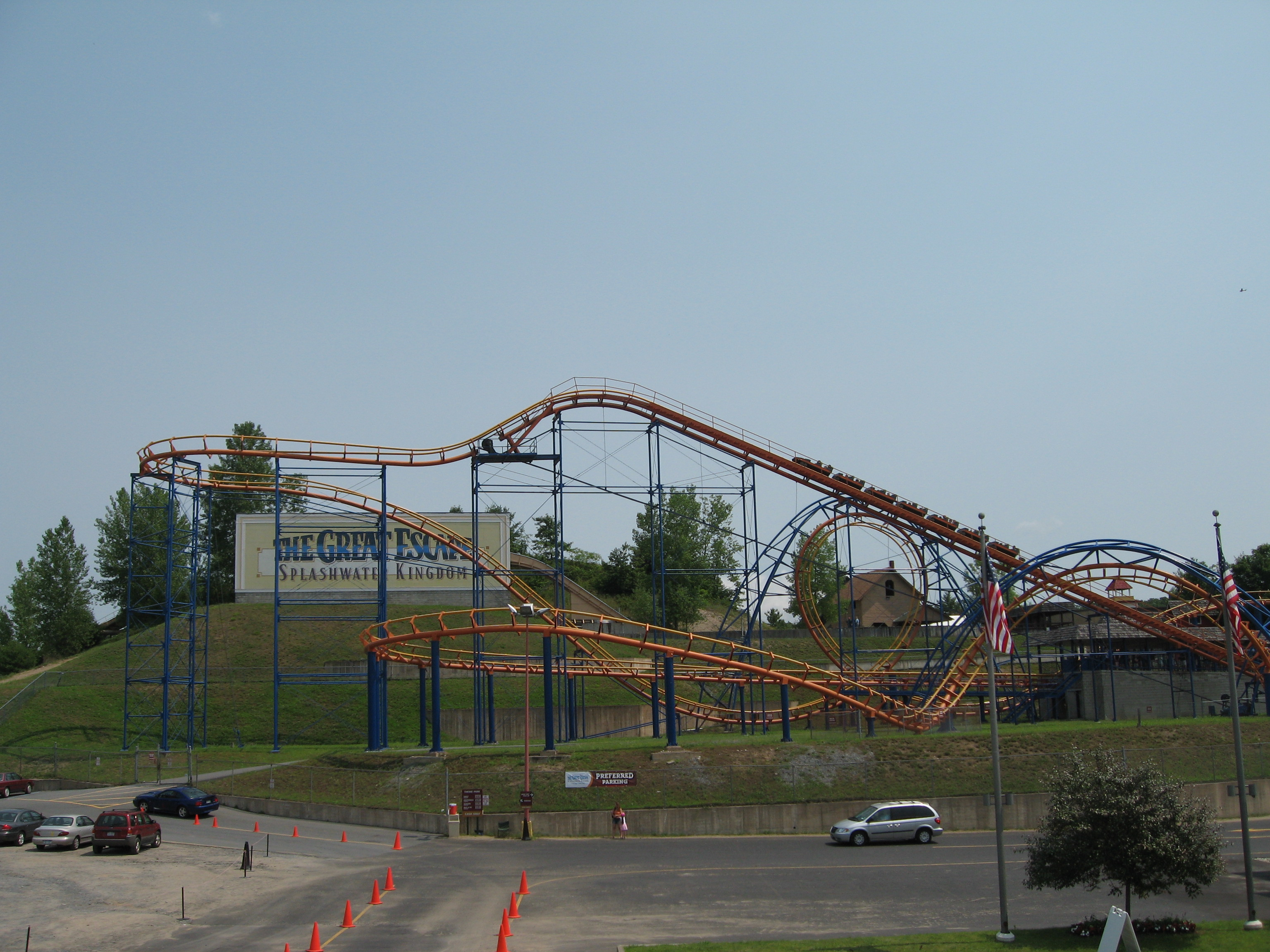
Steamin' Demon à The Great Escape

#### Nouveautés
| Nom                                           | Type/Modèle                | Constructeur              | Parc                           | Pays        |
| --------------------------------------------- | -------------------------- | ------------------------- | ------------------------------ | ----------- |
| NC                                            | Junior                     | Intamin AG                | Kuwait Entertainment City      | Koweït      |
| Alpenexpress Enzian                           | E-Powered                  | Mack Rides                | Europa-Park                    | Allemagne   |
| Big Bad Wolf                                  | À véhicules suspendus      | Arrow                     | Busch Gardens: The Old Country | États-Unis  |
| Boomerang                                     | Navette / Boomerang        | Vekoma                    | Bellewaerde                    | Belgique    |
| Boomerang                                     | Navette / Boomerang        | Vekoma                    | La Ronde                       | Canada      |
| Coccinelle devenu Serpent Hopi en 2005.       | Junior / Tivoli            | Zierer                    | OK Corral                      | France      |
| Colossus the Fire Dragon                      | Assises                    | Anton Schwarzkopf         | Lagoon                         | États-Unis  |
| Dragon                                        | Assises                    | Arrow Dynamics            | Ocean Park Hong Kong           | Chine       |
| Jet Coaster                                   | Assises                    | Meisho Amusement Machines | Himeji Central Park            | Japon       |
| King Cobra                                    | Debout                     | Togo                      | Kings Island                   | États-Unis  |
| Loop Corkscrew                                | Assises                    | Arrow                     | Rocky Point Park               | États-Unis  |
| Mountain Coaster                              | Assises                    | Meisho Amusement Machines | Rusutsu Resort                 | Japon       |
| Oasis Express                                 | Assises                    | Anton Schwarzkopf         | Kuwait Entertainment City      | Koweït      |
| Python Looping Coaster                        | Assise / ZL42              | Pinfari                   | Drayton Manor                  | Royaume-Uni |
| Sarajevo Bobsleds                             | Bobsleigh                  | Intamin                   | Six Flags Magic Mountain       | États-Unis  |
| Sarajevo Bobsleds                             | Bobsleigh                  | Intamin                   | Six Flags Great Adventure      | États-Unis  |
| Screamin' Delta Demon                         | Bobsleigh                  | Intamin                   | Opryland USA                   | États-Unis  |
| Sea Serpent                                   | Navette / Boomerang        | Vekoma                    | Morey's Piers                  | États-Unis  |
| Space Invader Devenu Space Invader 2 en 2004. | Assises en intérieur       | Zierer                    | Blackpool Pleasure Beach       | Royaume-Uni |
| Super Dragon                                  | Junior / Super Dragon MD31 | Pinfari                   | Drayton Manor                  | Royaume-Uni |
| Tig'rr Coaster                                | Assises                    | Anton Schwarzkopf         | Indiana Beach                  | États-Unis  |
| Ultra Twister                                 | Montagnes russes pipeline  | Togo                      | Nagashima Spa Land             | Japon       |
| Vauhtimato                                    | Junior                     | Zierer                    | Särkänniemi                    | Finlande    |
| Whirlwind                                     | Assises                    | Vekoma                    | Playland                       | États-Unis  |
| XLR-8                                         | À véhicules suspendus      | Arrow                     | Six Flags Astroworld           | États-Unis  |

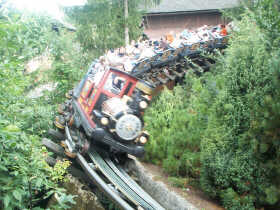
Alpenexpress Enzian à Europa-Park
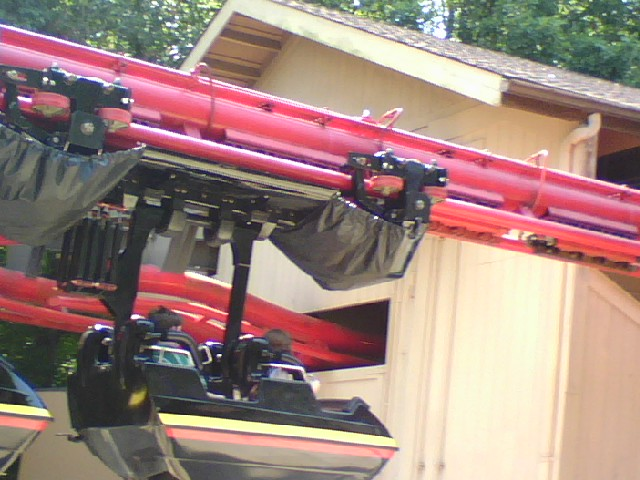
Big Bad Wolf à Busch Gardens: The Old Country
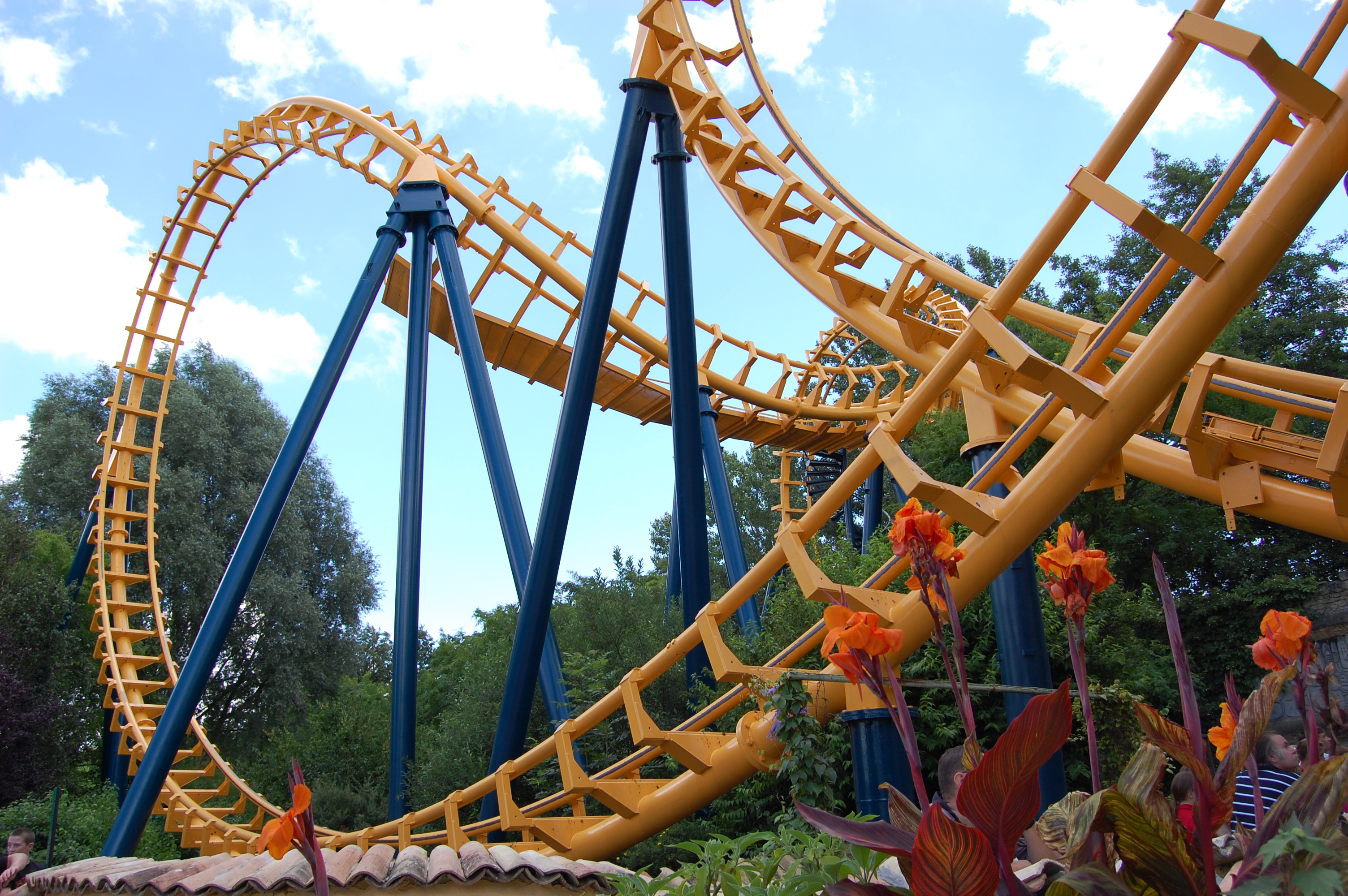
Boomerang à Bellewaerde
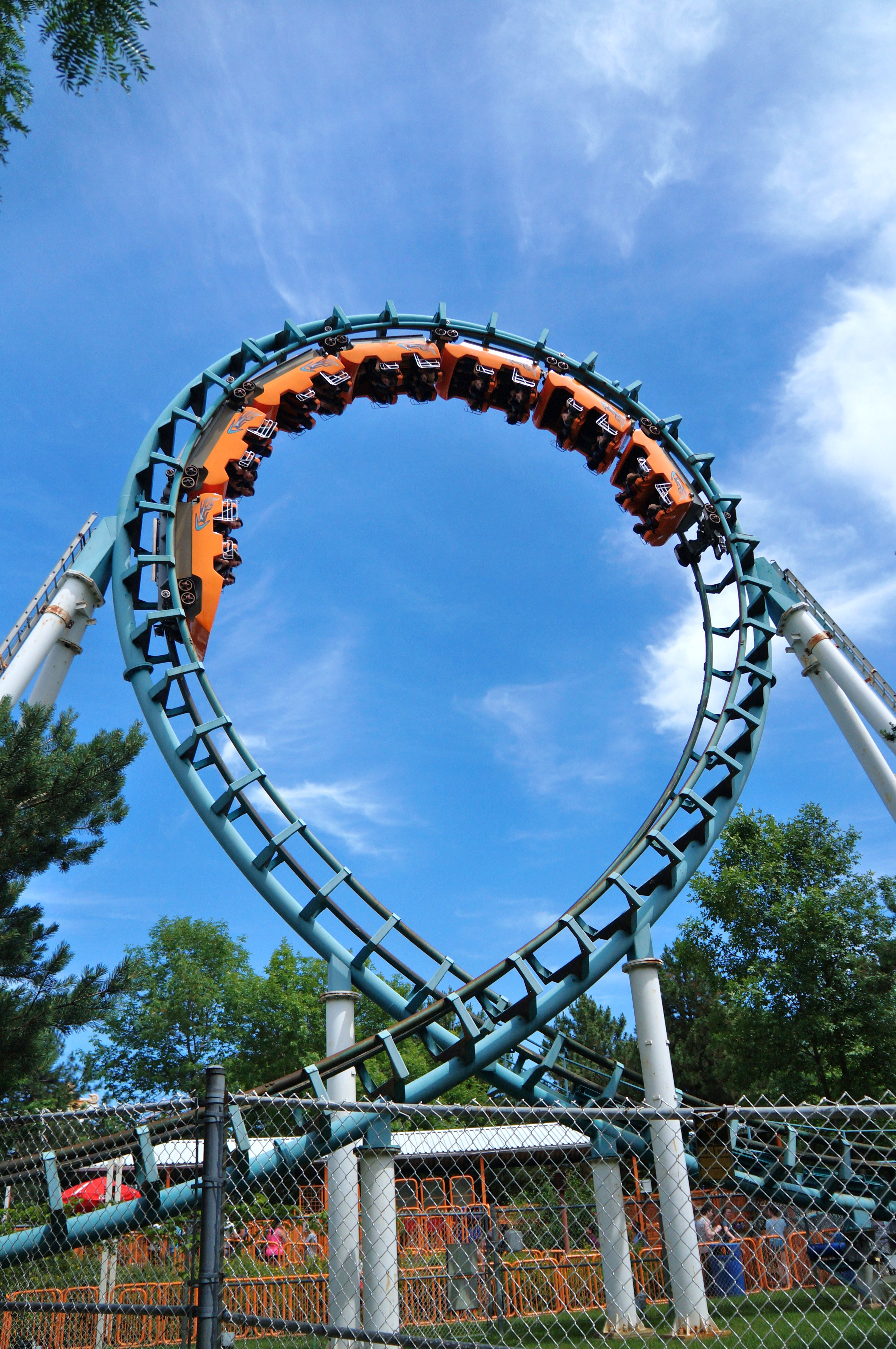
Boomerang à La Ronde
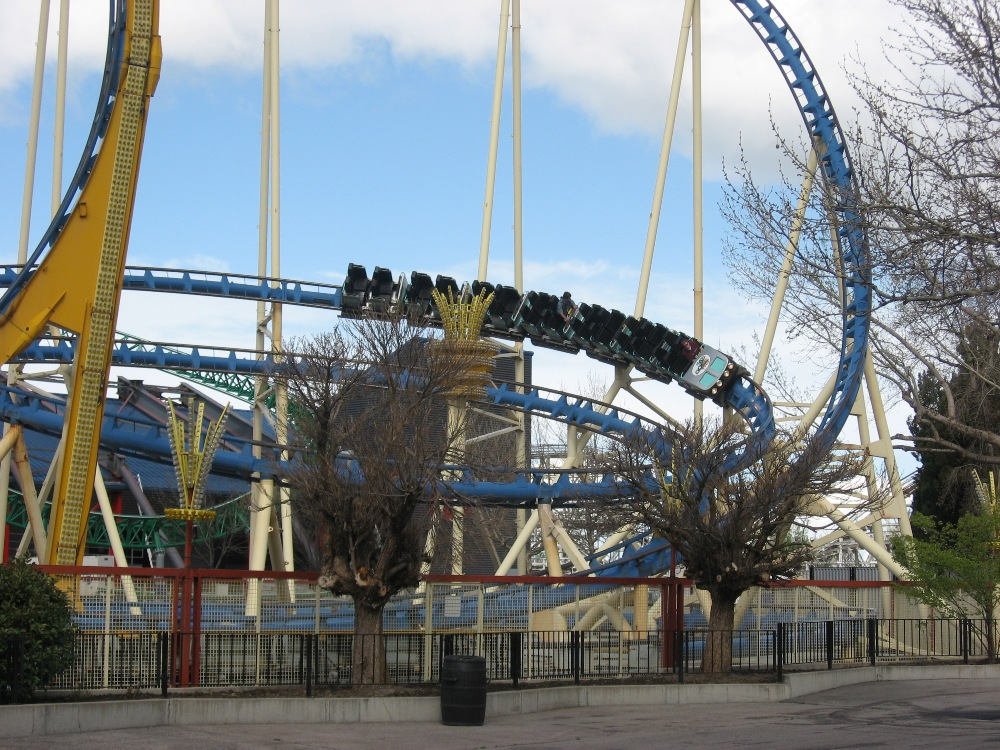
Colossus the Fire Dragon à Lagoon
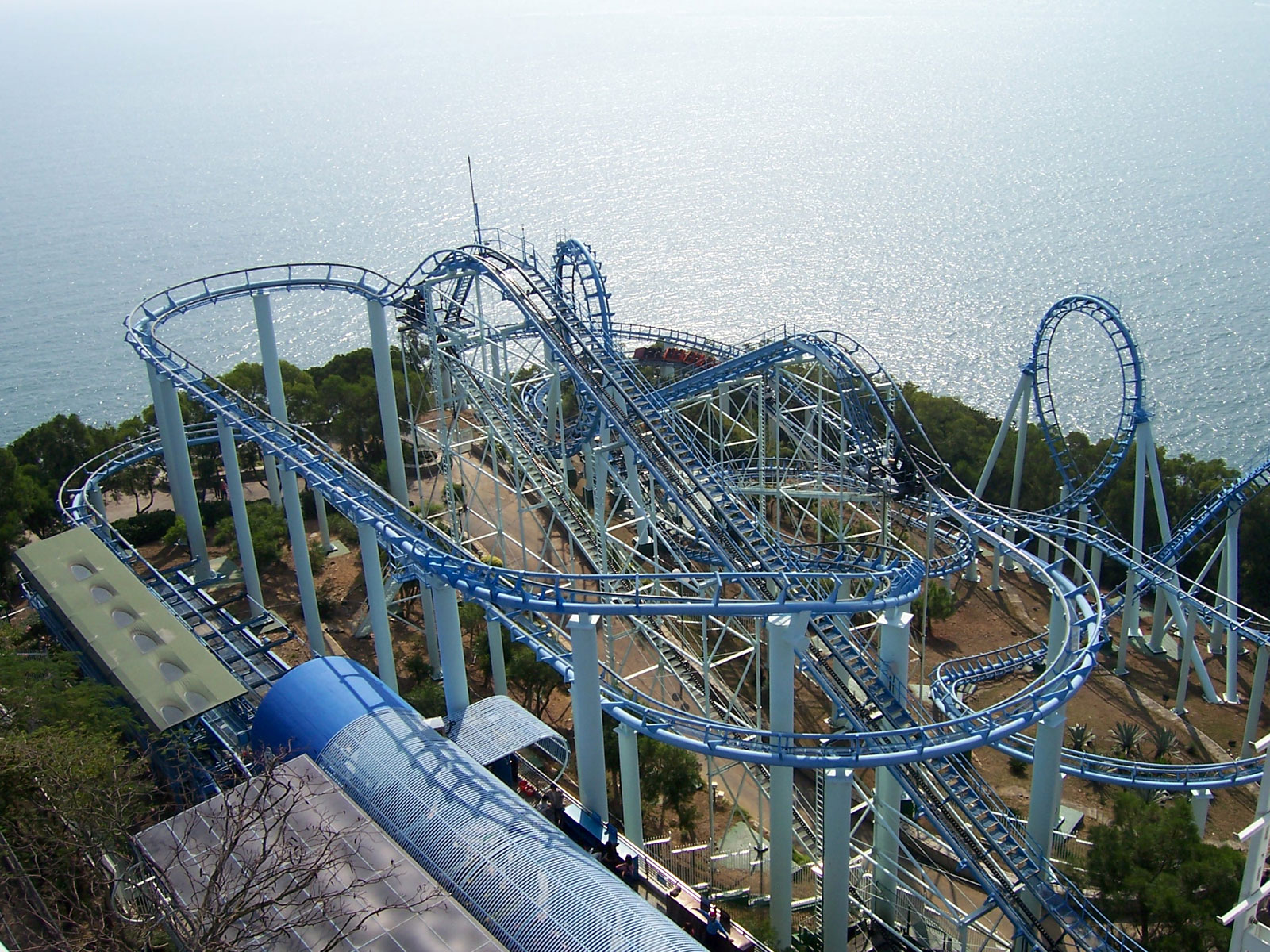
Dragon à Ocean Park Hong Kong
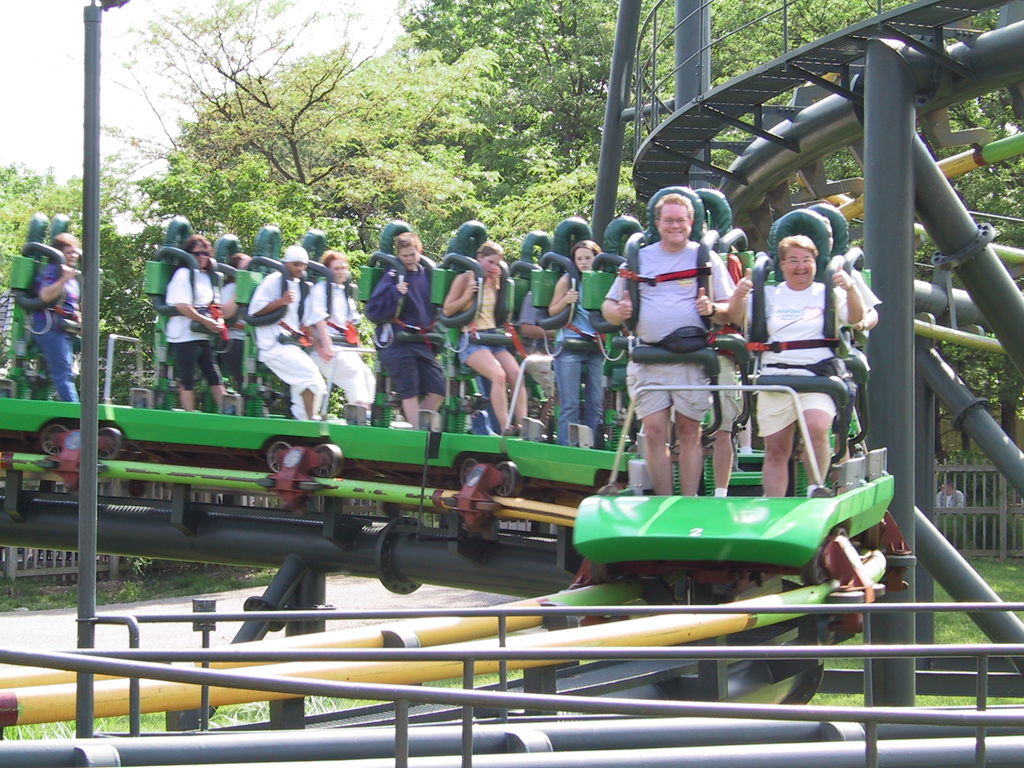
King Cobra à Kings Island
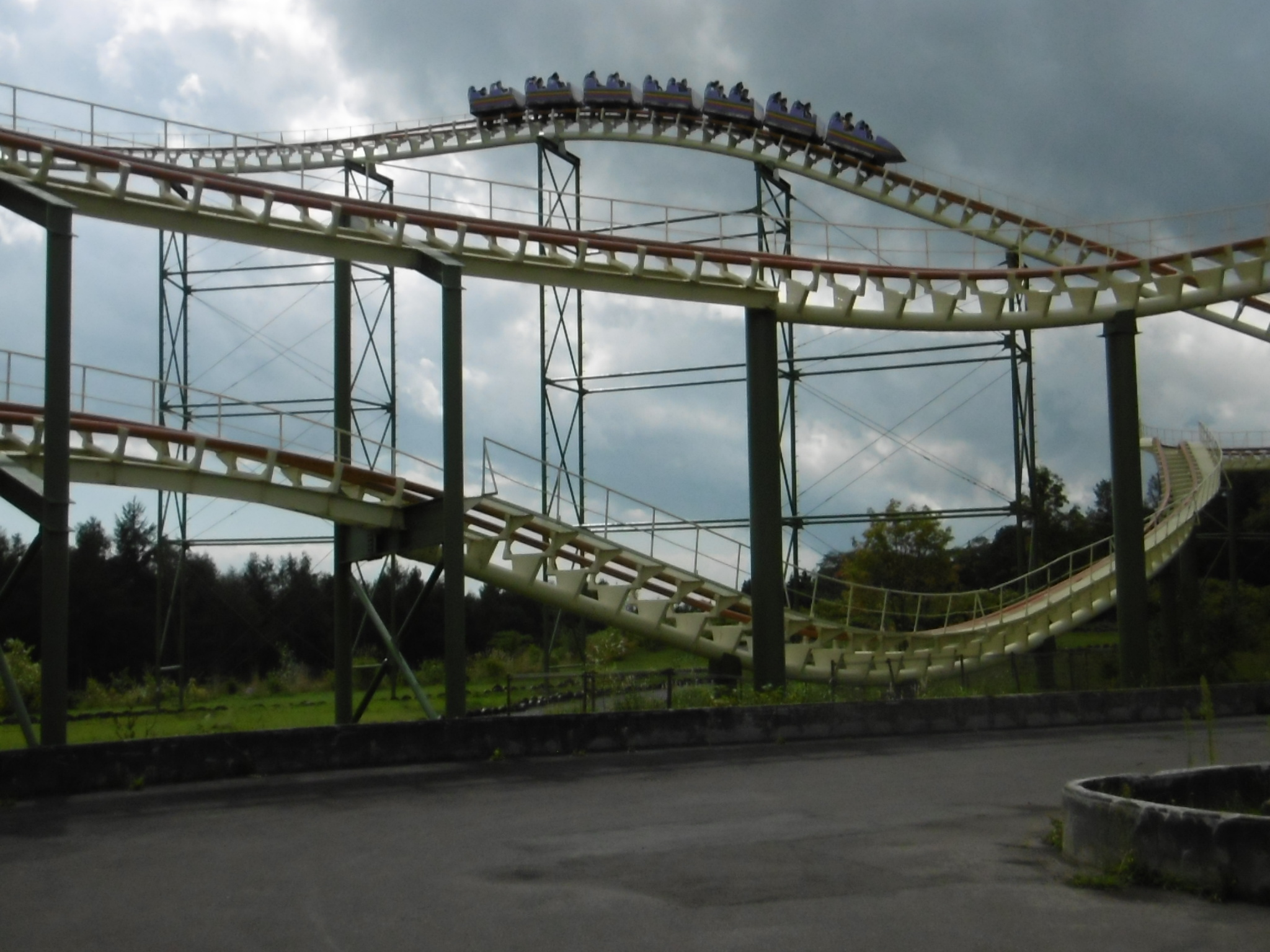
Mountain Coaster à Rusutsu Resort
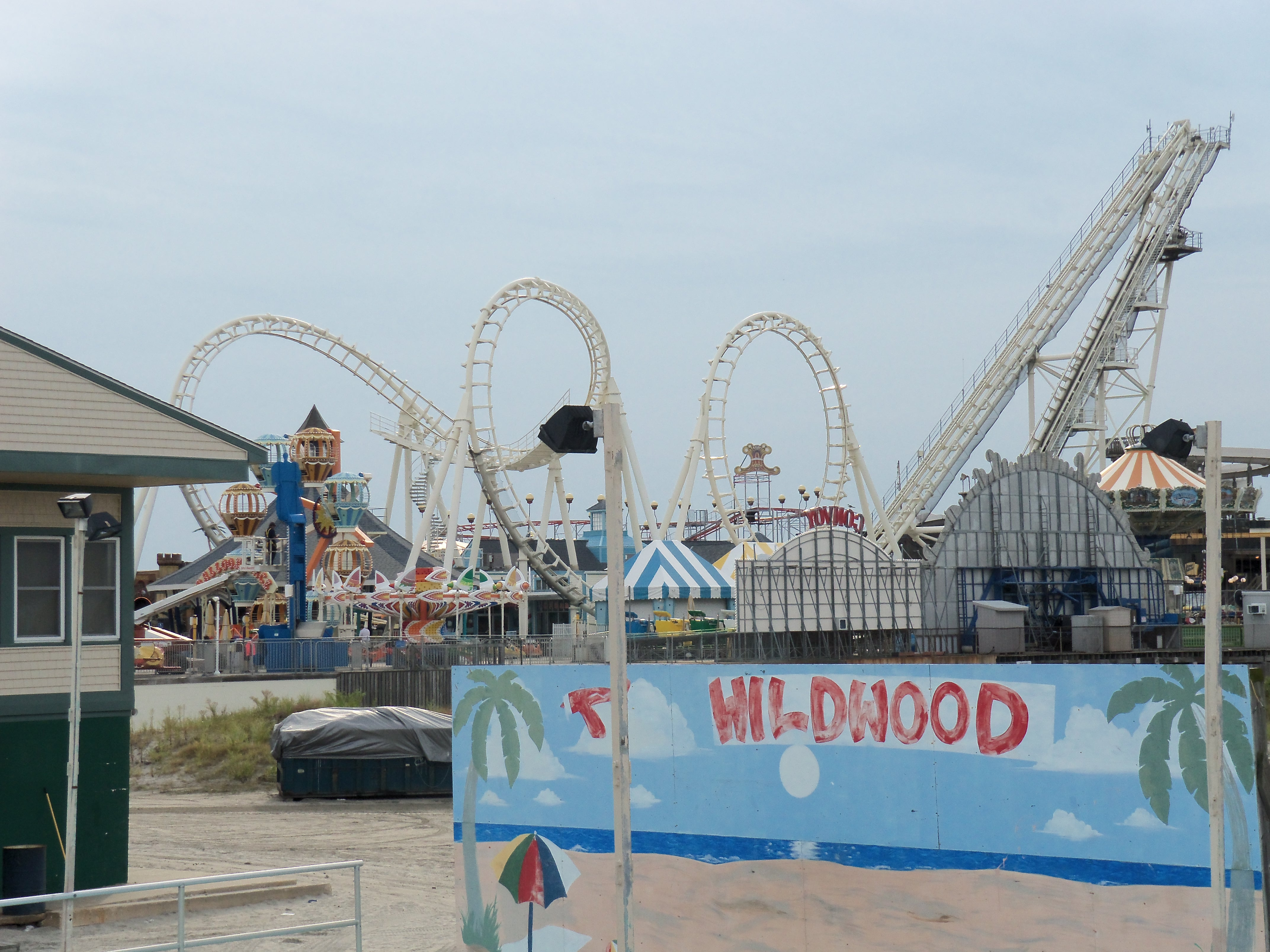
Sea Serpent à Morey's Piers
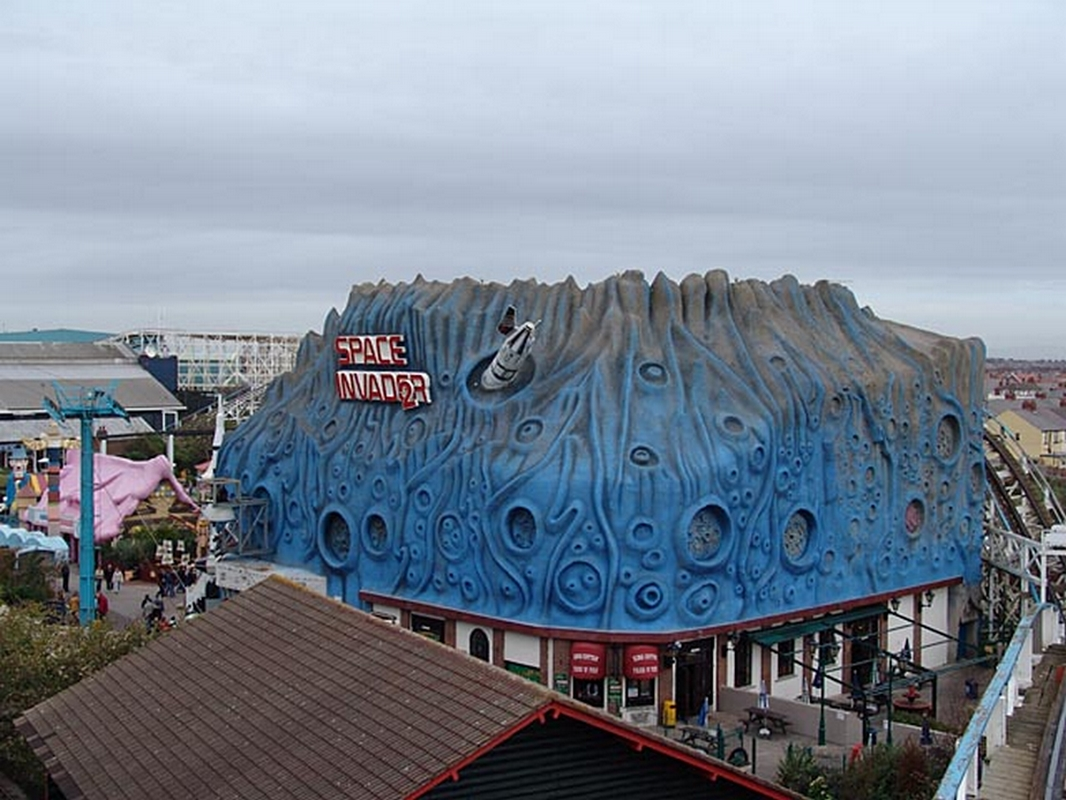
Space Invader à Blackpool Pleasure Beach
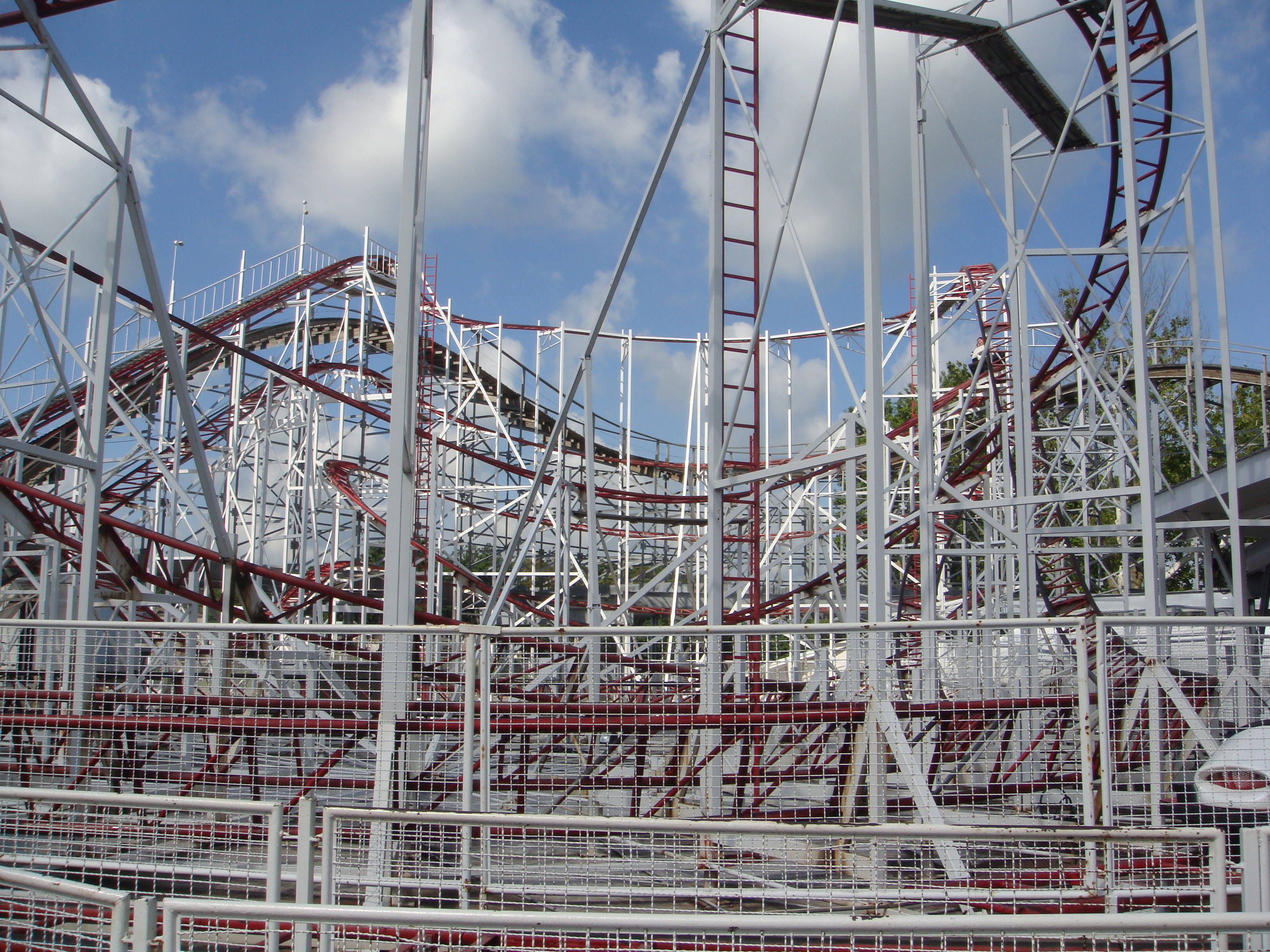
Tig'rr Coaster à Indiana Beach
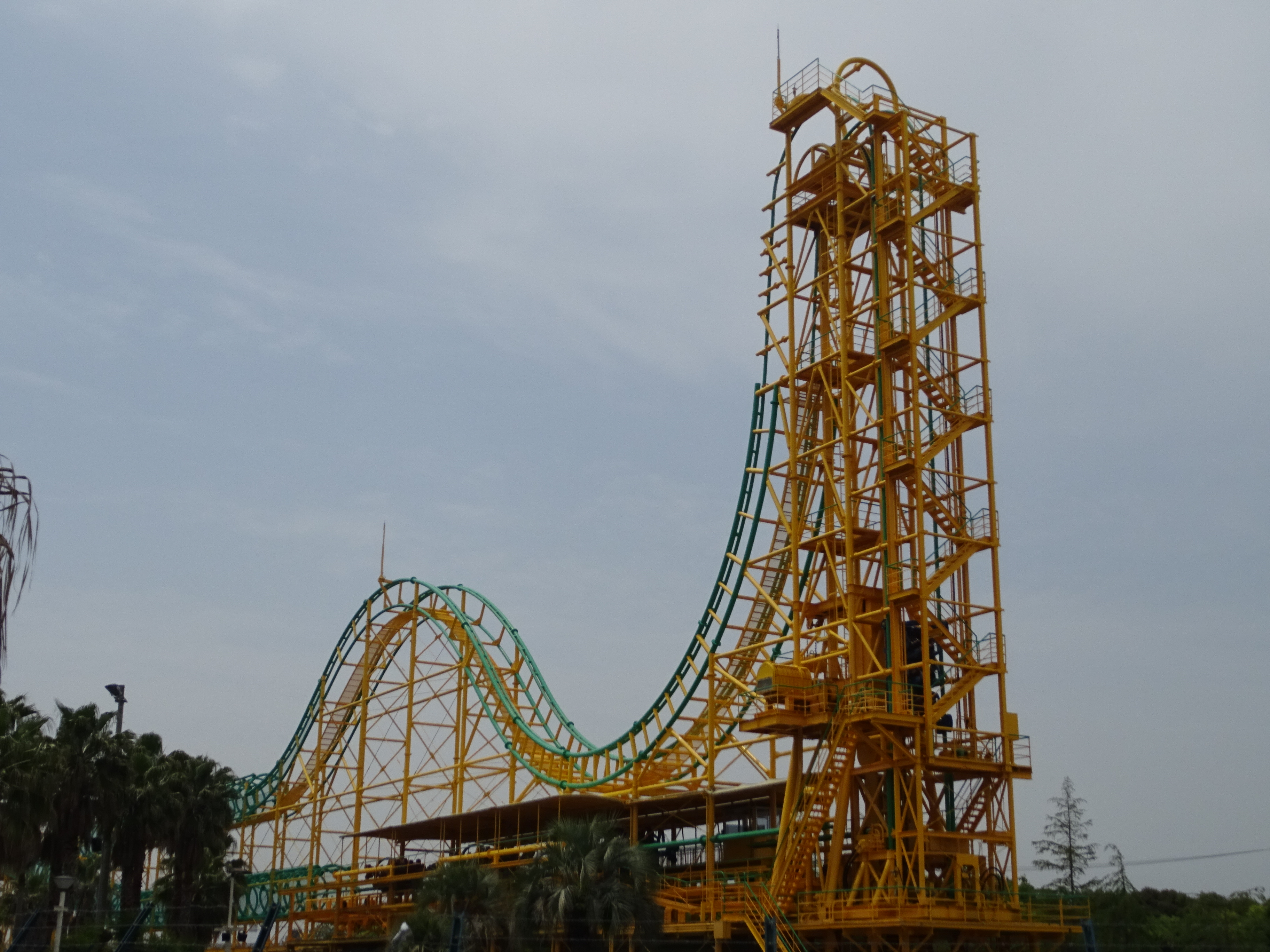
Ultra Twister à Nagashima Spa Land
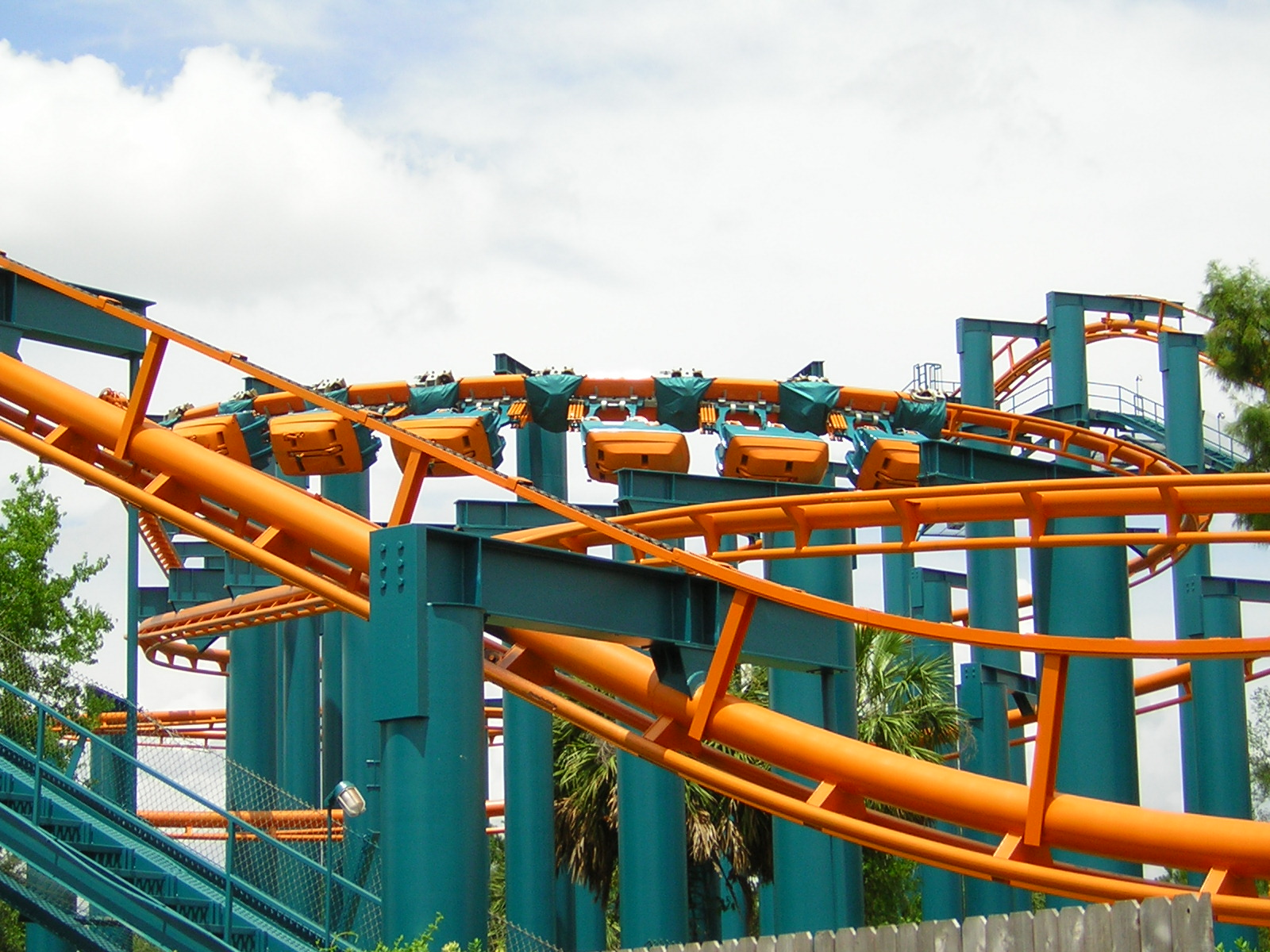
XLR-8 à Six Flags Astroworld

### Autres attractions
| Nom                | Type                     | Constructeur      | Parc                            | Pays        |
| ------------------ | ------------------------ | ----------------- | ------------------------------- | ----------- |
| Carnaval Festival  | Parcours scénique        | Mack Rides        | Efteling                        | Pays-Bas    |
| Djinn              | Rainbow                  | Weber             | Meli Park                       | Belgique    |
| Donner Fluss       | Rivière rapide de bouées | Intamin           | Holiday Park                    | Allemagne   |
| Enterprise         | Enterprise               | Huss Rides        | Playland                        | Canada      |
| Enterprise         | Enterprise               | Huss Rides        | Alton Towers                    | Royaume-Uni |
| Fury of the Nile   | Rivière rapide en bouées | Intamin           | Worlds of Fun                   | États-Unis  |
| Gold Mine          | Parcours scénique        |                   | Blackpool Pleasure Beach        | Royaume-Uni |
| Kaffeetassenfahrt  | Tasses                   | Mack Rides        | Erlebnispark Tripsdrill         | Allemagne   |
| Los Piratas        | Parcours scénique        |                   | Parque de Atracciones de Madrid | Espagne     |
| Silbermine         | Parcours scénique        | Anton Schwarzkopf | Phantasialand                   | Allemagne   |
| Smurf Boats        | Bateaux à moteur         |                   | Carowinds                       | États-Unis  |
| Smurf Village      | Walkthrough              |                   | Canada's Wonderland             | Canada      |
| Wave Swinger       | Chaises volantes         | Zierer            | Kennywood                       | États-Unis  |
| White Water Canyon | Rivière rapide en bouées | Intamin           | Canada's Wonderland             | Canada      |

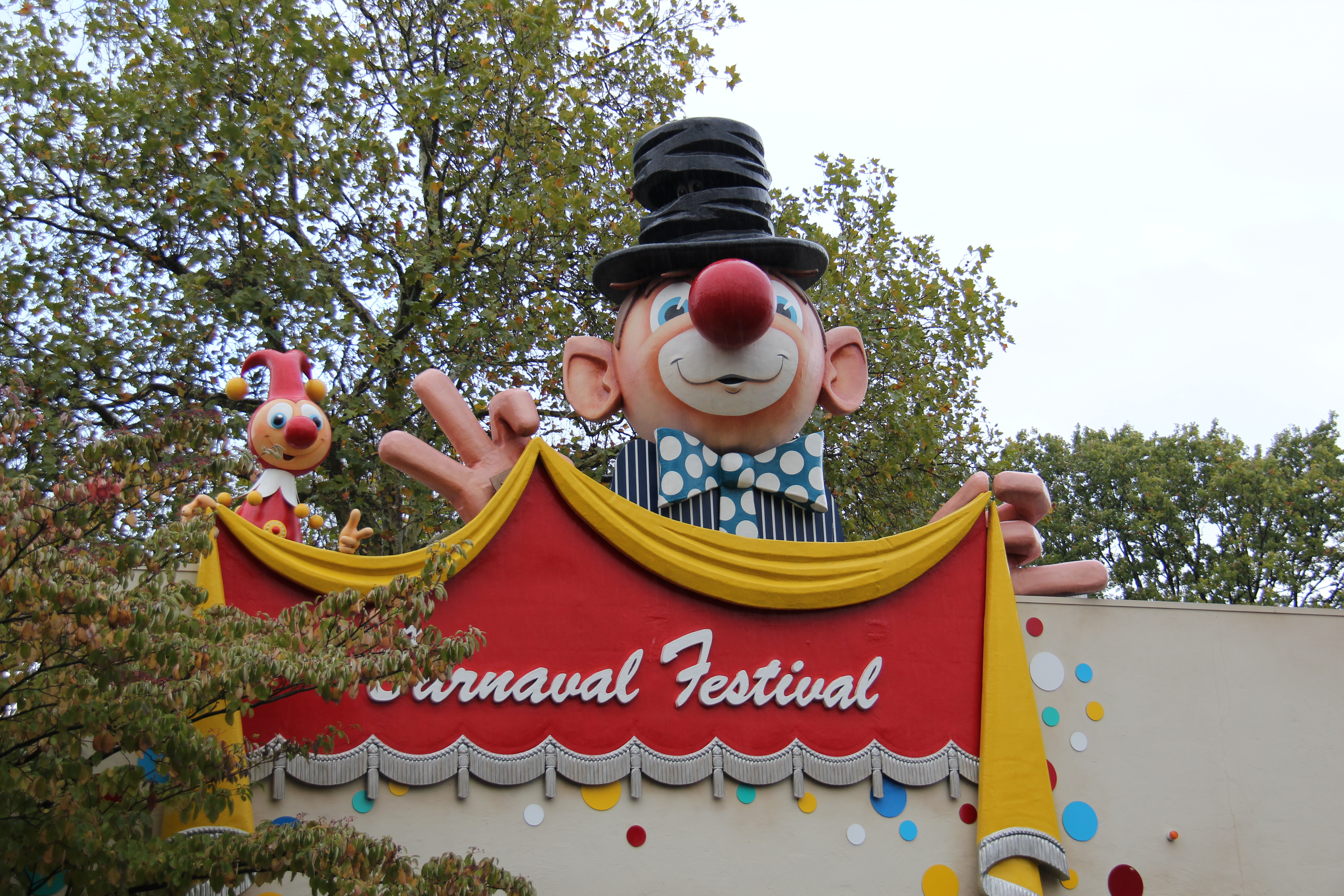
Carnaval Festival à Efteling
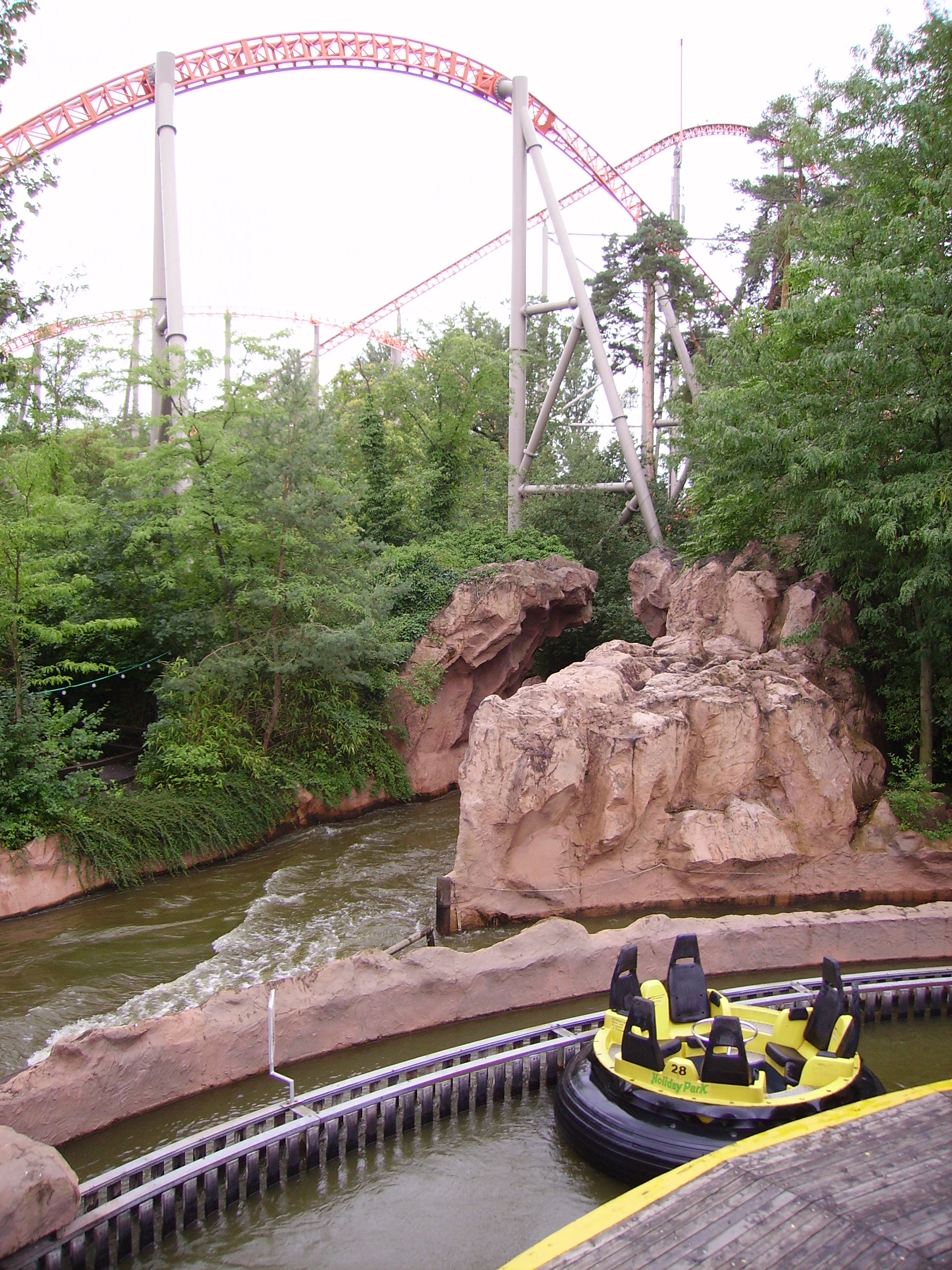
Donner Fluss à Holiday Park
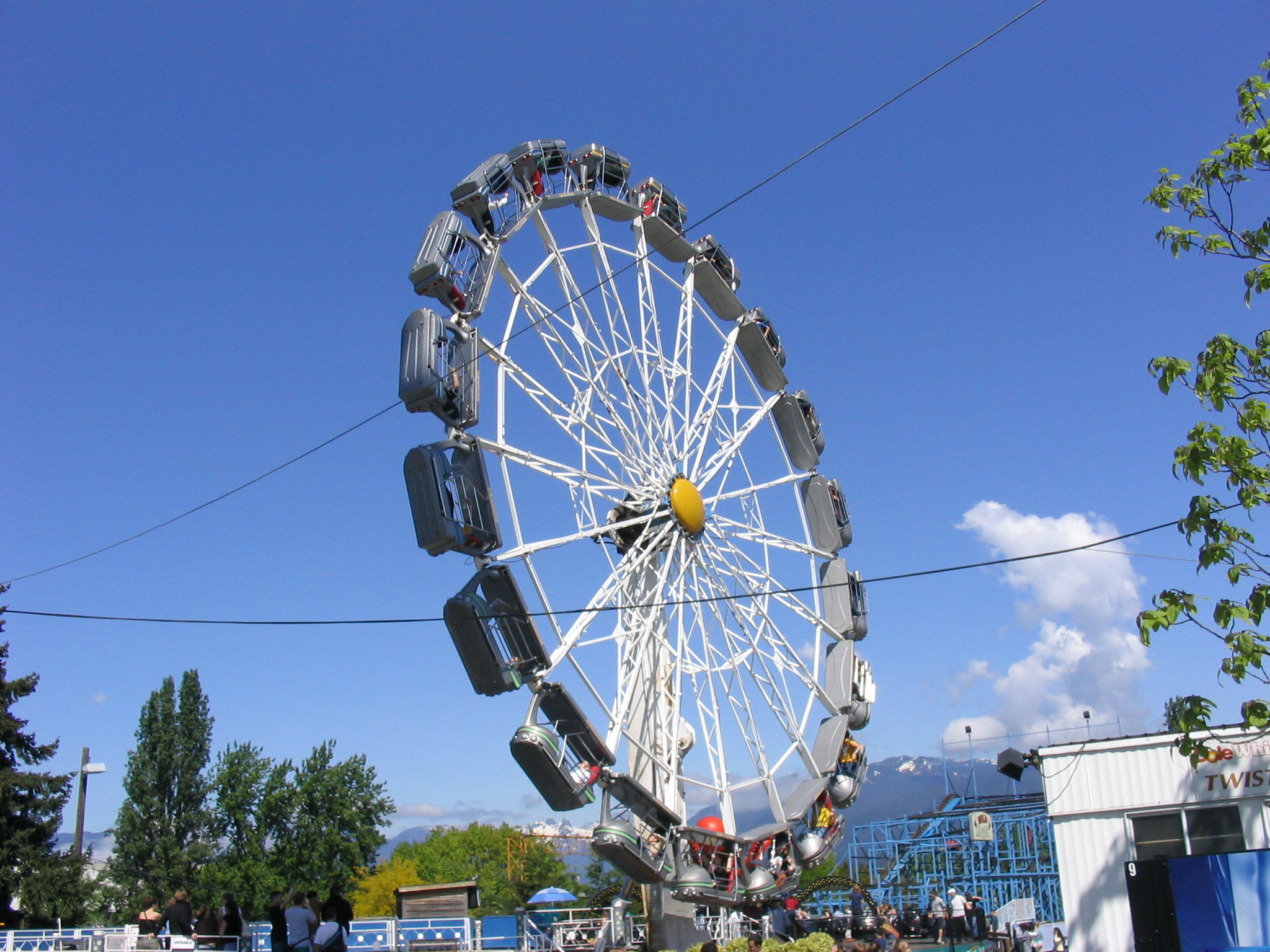
Enterprise à Playland
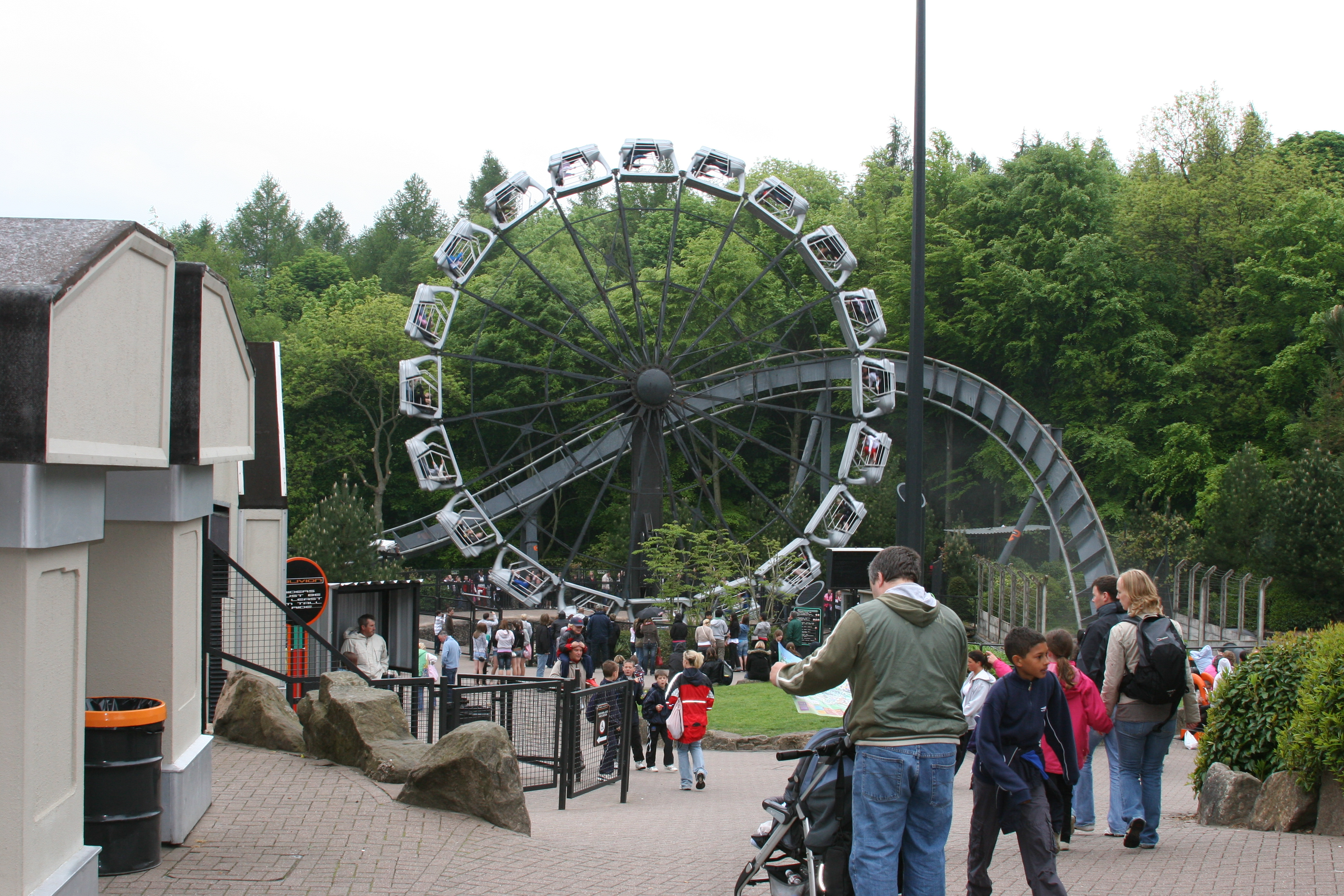
Enterprise à Alton Towers
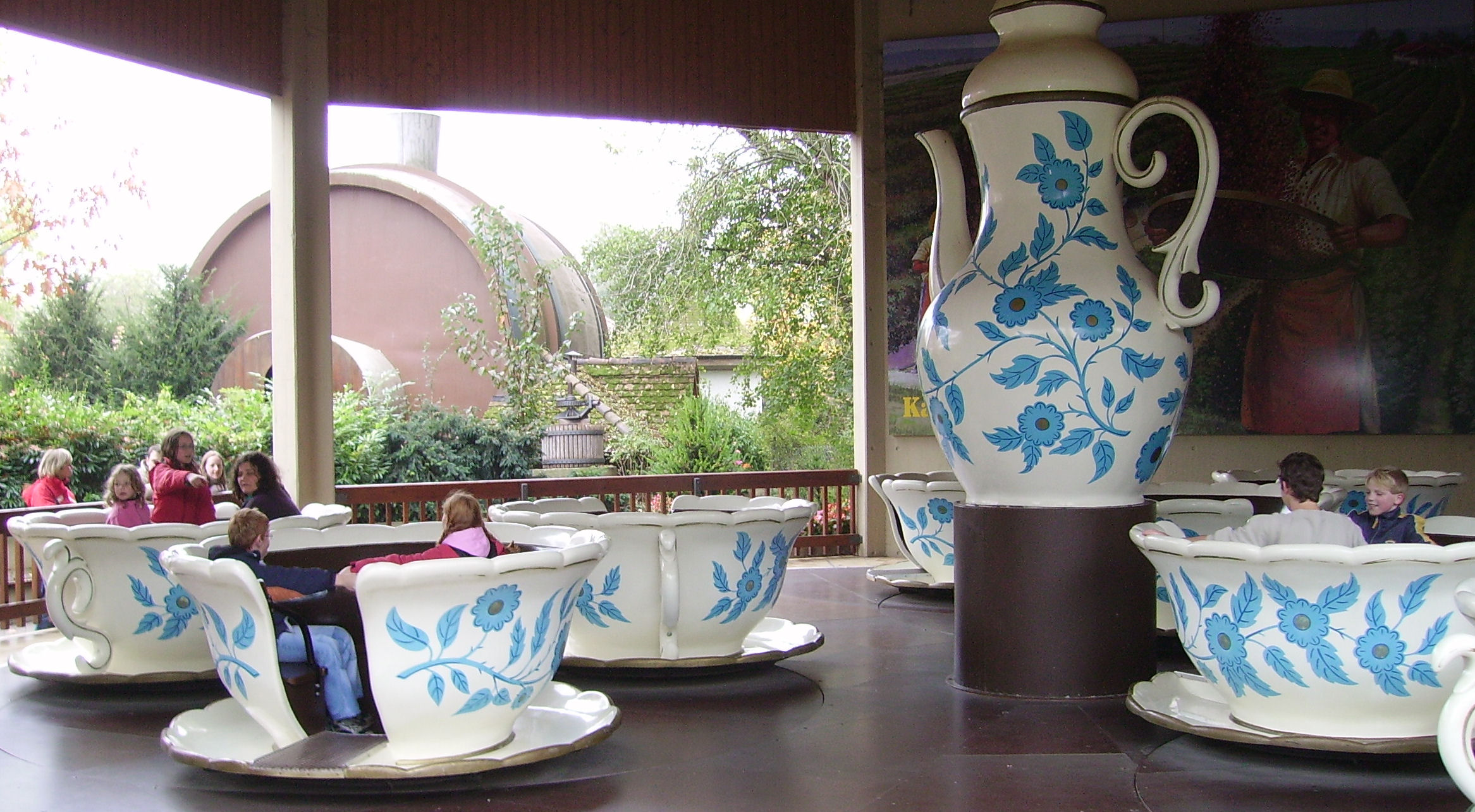
Kaffeetassenfahrt à Erlebnispark Tripsdrill
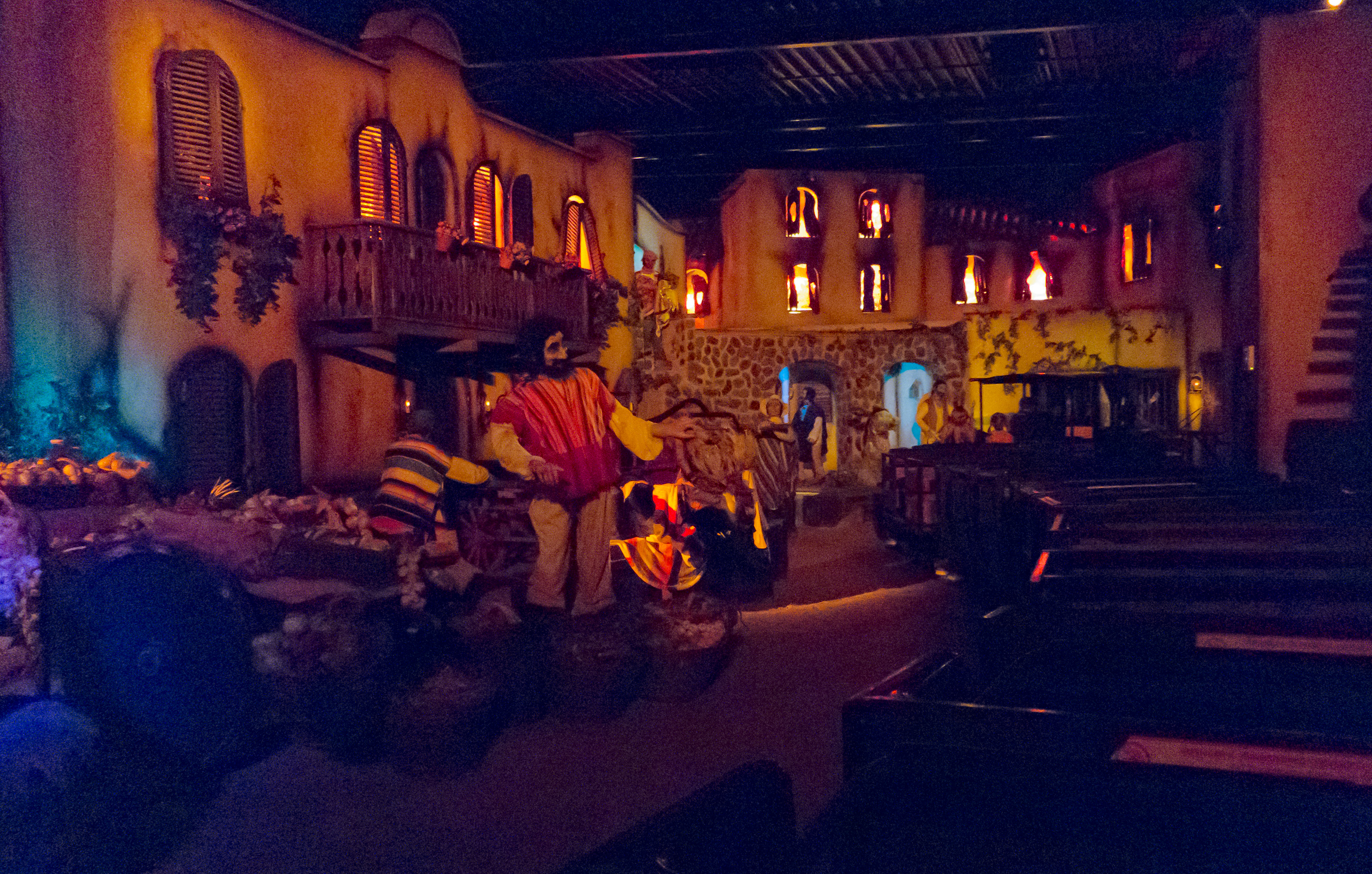
Silbermine à Phantasialand
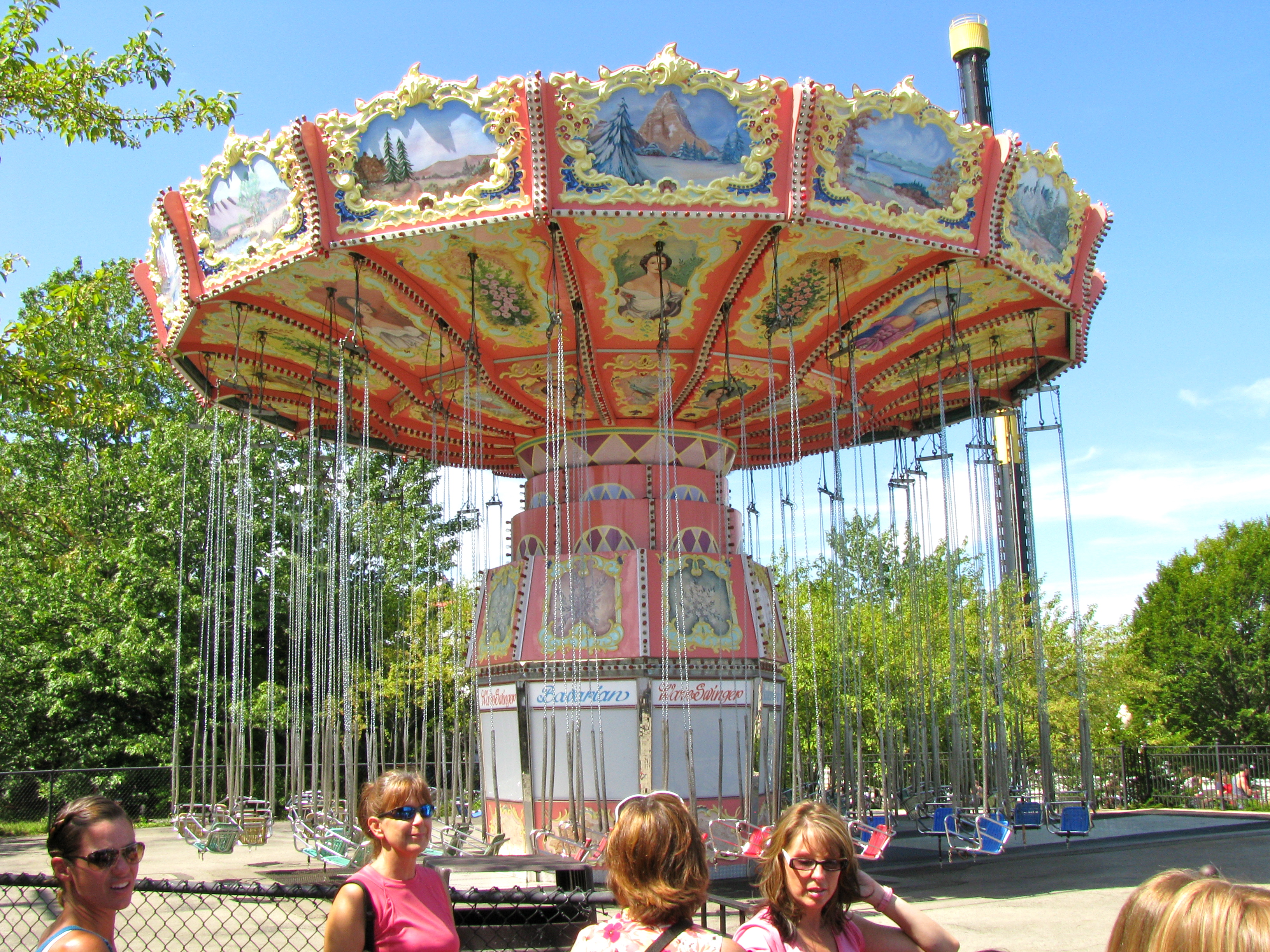
Wave Swinger à Kennywood
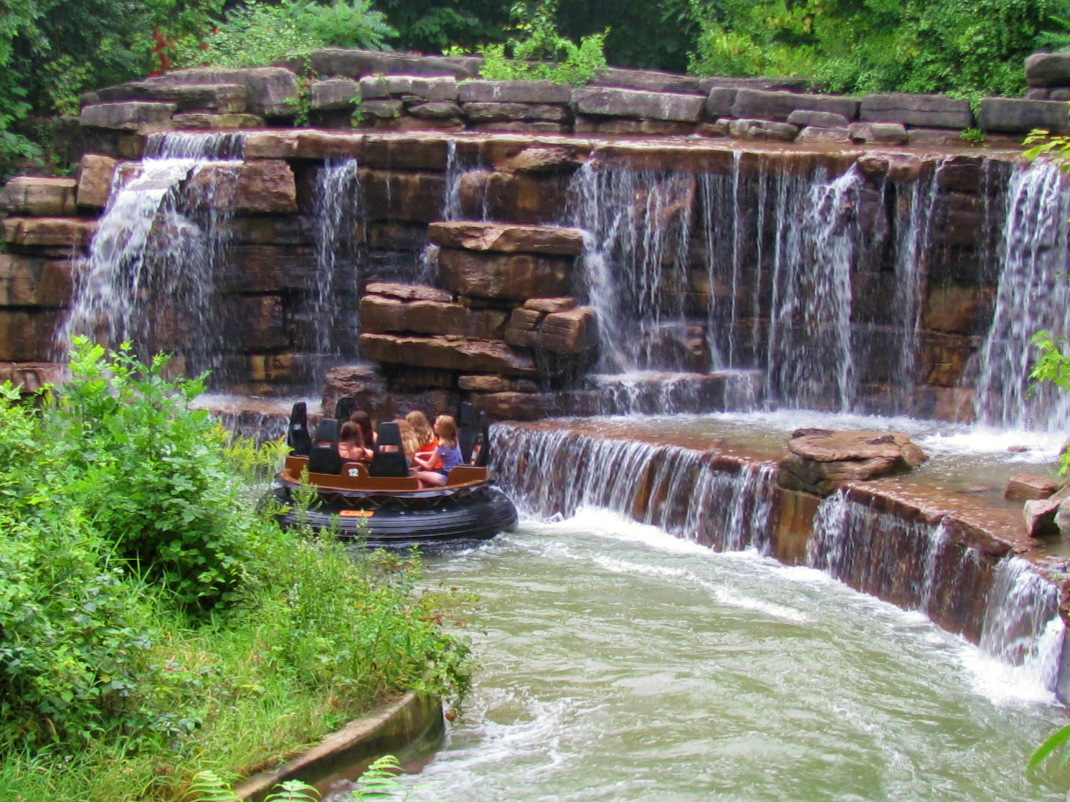
White Water Canyon à Canada's Wonderland

#### Nouveau thème
| Nom                           | Type / Modèle     | Constructeur               | Parc           | Pays       | Anciennement     |
| ----------------------------- | ----------------- | -------------------------- | -------------- | ---------- | ---------------- |
| Smurf Mountain (en)           | Parcours scénique |                            | Kings Dominion | États-Unis | Land of Dooz     |
| Smurf's Enchanted Voyage (en) | Parcours scénique | D. H. Morgan Manufacturing | Kings Island   | États-Unis | Enchanted Voyage |